# ニューギニア航空
ニューギニア航空（Air Niugini）は、パプアニューギニアの国営航空会社である。

## 概要
1973年11月1日に国内線と近隣諸国との国際線を運航する国営航空会社として設立された。「エアニューギニー」が正式名称であり、民間のPNG航空(パプアニューギニア・エアー）とは異なる航空会社である。尾翼に国鳥でもあるゴクラクチョウが描かれている。

## 保有機材と退役機種
| 機種                | 保有数 | 発注数 | 備考 |
| ------------------- | ------ | ------ | --- |
| ボーイング737-800   | 3      |        | 2023年、2024年に1機ずつ中古機を追加導入。エアバスA220へのつなぎ役として運用され、将来的に置き換えられる予定。 |
| ボーイング767-300ER | 2      |        | 2026年末で運航終了予定。ボーイング787-8に置き換え予定だったが再検討中。                                       |
| DHC-8-300           | 1      |        | |
| DHC-8-400           | 4      |        | |
| フォッカー 100      | 5      |        | エアバスA220に置き換えられる予定。                                                                            |
| フォッカー 70       | 4      |        | エアバスA220に置き換えられる予定。                                                                            |
| エアバスA220        |        | 11     | 2025年9月運航開始予定。フォッカー70/100とボーイング737-800を置き換える予定。                                  |
| ボーイング787-8     |        | 2      | ボーイング767-300ERの置き換えとして導入予定だったが、再検討中。                                               |

## 就航都市

### 国内線
アロタウ、ブカ、ダル、ゴロカ、ホスキンズ、カビエン、ケレマ、カイウンガ、クンディアワ、ラエ、リヒール島、マダン、マヌス島、メンディ、マウントハーゲン、ポポンデッタ、ラバウル、タブビル、タリ、ヴァニモ、ワペナメンダ、ウェワク

### 国際線
- 香港　香港
- フィリピン　マニラ
- シンガポール　シンガポール
- ソロモン諸島　ホニアラ
- オーストラリア　シドニー、ケアンズ、ブリスベン
- フィジー　ナンディ（ホニアラ経由）
- バヌアツ ポートビラ

## 日本との関係

### 日本との歴史
- 1977年から1981年にかけて、鹿児島空港と福岡空港にボーイング707で乗り入れていた。
- 1997年から1998年にかけて、関西国際空港にエアバスA310で就航したが、すぐに運休となった[6]。
- 2002年4月の成田空港B滑走路開業に合わせ、東京/成田-ポートモレスビー線の運航を週1便で開始した。
- 2010年3月から、東京/成田線を週2便に増便。
- 2018年9月1日から、東京/成田線をチューク空港経由で運航した。なお、10月1日から週1便に減便され、10月6日からは再び直行便に経路を変更して運航した[7][8]。
- コロナウイルス感染拡大に合わせて日本路線を運休。
- 2023年10月26日に日本・パプアニューギニア間の航空協議が行われ、成田空港とパプアニューギニアとの間で路線を運航する場合、パラオに寄港できる枠組みを設定した[9]。

### 日本事務所
国営企業ということもあり、同社日本支社事務所は「パプアニューギニア政府観光局」の日本事務所を兼ねていたが、2007年から株式会社アルコネット日本地区総代理店によるニューギニア航空単独の事務所となっている。当初は千代田区神田神保町にオフィスを構えていたが手狭になり、2004年4月に東京都千代田区九段南一丁目6番17号 千代田会館6階に移転した。

## 事故
- 2013年10月19日、PX2900貨物便がマダン空港（英語版）からの離陸に失敗した。乗員3人は無事だったが、機体は水没した。機体の過積載と重心が安全範囲内外にあったため離陸不能となったことが事故原因である。

- 2018年9月28日、PX73便がチューク国際空港にて滑走路手前に着水した。乗員乗客47人中46人は救助されたが、1人が死亡した。事故原因は調査中である。